# Paectes phloisma
Paectes phloisma är en fjärilsart som beskrevs av Dyar 1914. Paectes phloisma ingår i släktet Paectes och familjen nattflyn. Inga underarter finns listade i Catalogue of Life.